# Hàn Quốc tại Đại hội Thể thao châu Á 1958
Hàn Quốc (IOC tên là:Hàn Quốc) tham gia Đại hội Thể thao châu Á 1958 tổ chức ở Tokyo, Nhật Bản từ 24 tháng 5 năm 1958, đến 1 tháng 9 năm 1958.

## Tổng kết huy chương

### Bảng huy chương
| Môn thể thao | Vàng | Bạc | Đồng | Tổng cộng |
| ------------ | ---- | --- | ---- | --------- |
| Điền kinh    | 2    | 1   | 2    | 5         |
| Boxing       | 2    | 0   | 3    | 5         |
| Đua xe đạp   | 2    | 1   | 1    | 4         |
| Bóng đá      | 0    | 1   | 0    | 1         |
| Hockey       | 0    | 0   | 1    | 1         |
| Bóng bàn     | 0    | 1   | 2    | 3         |
| Bóng chuyền  | 0    | 1   | 0    | 1         |
| Cử tạ        | 2    | 2   | 1    | 5         |
| Đấu vật      | 0    | 0   | 2    | 2         |
| Tổng cộng    | 8    | 7   | 12   | 27        |

### Người đạt huy chương
| Huy chương | Tên             | Môn thể thao | Nội dung                 |
| ---------- | --------------- | ------------ | ------------------------ |
| Vàng       | Seo Young-Ju    | Điền kinh    | Nhảy xa nam              |
| Vàng       | Lee Chang-Hoon  | Điền kinh    | Marathon nam             |
| Vàng       | Chung Dong-Hoon | Boxing       | Hạng nhẹ nam (-60 kg)    |
| Vàng       | Kim Ki-Soo      | Boxing       | Hạng nặng nam (-67 kg)   |
| Vàng       | Lee Heung-Bok   | Đua xe đạp   | Đua đơn nam              |
| Vàng       | Đội Hàn Quốc    | Đua xe đạp   | Đua đội nam              |
| Vàng       | Lee Jang-Woo    | Cử tạ        | Nam -52 kg               |
| Vàng       | Lee Taek-Young  | Cử tạ        | Nam -60 kg               |
| Bạc        | Han Seung-Chul  | Điền kinh    | 5000m nam                |
| Bạc        | No Do-Chun      | Đua xe đạp   | Đua đơn nam              |
| Bạc        | Đội Hàn Quốc    | Bóng đá      | Đội nam                  |
| Bạc        | Đội Hàn Quốc    | Bóng bàn     | Đội nữ                   |
| Bạc        | Đội Hàn Quốc    | Bóng chuyền  | Đội nam                  |
| Bạc        | Hwang Ho-Dong   | Cử tạ        | Nam -90 kg               |
| Bạc        | Lee Yong-Wan    | Cử tạ        | Nam +90 kg               |
| Đồng       | Sim Sang-Ok     | Điền kinh    | Nam 800m                 |
| Đồng       | Sim Sang-Ok     | Điền kinh    | Nam 1500m                |
| Đồng       | Kim Chang-Han   | Boxing       | Hạng nhẹ nam (-51 kg)    |
| Đồng       | Song Soon-Chun  | Boxing       | Hạng trung nam (-57 kg)  |
| Đồng       | Kim Deuk-Bong   | Boxing       | Hạng nặng nam (-63.5 kg) |
| Đồng       | Kim Ho-Soon     | Đua xe đạp   | Đua đơn nam              |
| Đồng       | Đội Hàn Quốc    | Hockey       | Đua đội nam              |
| Đồng       | Cho Kyung-Ja    | Bóng bàn     | Đơn nữ                   |
| Đồng       | Đội Hàn Quốc    | Bóng bàn     | Đôi nữ                   |
| Đồng       | Park Dong-Chul  | Cử tạ        | Nam -82.5 kg             |
| Đồng       | Bong Chang-Won  | Đấu vật      | Tự do nam -67 kg         |
| Đồng       | Hwang Jae-Woon  | Đấu vật      | Tự do nam -87 kg         |